# Райков, Владимир Леонидович
Владимир Леонидович Райков (10 сентября 1934 — 12 января 2007) — врач-психотерапевт, гипнолог. Особое внимание привлекли его эксперименты по развитию творческих способностей человека, с использованием методов гипноза. Проводил исследования природы и возможностей гипноза.
Читал лекции о природе и применении гипноза на психологическом факультете МГУ, на кафедре нормальной физиологии Московской медицинской академии.
Кроме научной работы имел труды по философии, писал стихи, занимался изобразительным искусством, снимался в кино.

## Развитие творческих способностей в гипнозе
Основоположник развития творческих способностей в гипнозе. Ввел в науку новые теоретические концепции понимания гипноза и новые практические возможности его применения. Считал, что гипноз есть одна из форм неосознаваемого переживания творчества. Им открыт (выделен из целостной процедуры гипнотерапии), тщательно теоретически разработан и практически апробирован метод профилактики и лечения соматических болезней, свидетельствующий о громадных биологических ресурсах организма. Им разработан также специальный метод самовнушения для мобилизации психики, который человек может использовать для своего саморазвития, творческой мобилизации и лечения.

## Международное признание
Являлся членом американской ассоциации лечебного и экспериментального гипноза, профессором Миланского университета новой медицины. Один из немногих учёных России, приглашавшейся на всемирные и европейские конгрессы по гипнозу. Неоднократно публиковался в Международном Журнале Клинического и Экспериментального гипноза, а также Американском журнале Клинического Гипноза и Японском Журнале Клинического Гипноза.

## Фильмография
- 1968, «Семь шагов за горизонт»
- 1974, «Агония» — Н. Хвостов

## Работы

### Теория гипноза, психология
- Райков В. Л., Гипнотическое состояние сознания как форма психического отражения, в Сб.: Психология сознания / Сост.: Л. В. Куликов, СПб, «Питер», 2001 г., с. 389—390.
- Райков В. Л. Понимание психотерапии в новой теории сознания. — М.,2001.-354с. ISBN 5-7368-0213-9:30.00
- Райков В. Л. Гипноз и постгипнотическая инерция как модель исследования творчества. — Психологический журнал. 1992. Т. 13, № 3. С. 102—111.
- Райков В. Л. Проблемы психотерапии при анализе сознательно-бессознательных взаимодействий. — Психологический журнал. 1987. Т. 8, № 6. С. 98-105.
- Райков В. Л. Анализ источников бессознательного как потенциального резерва психической управляемости. — Психологический журнал. 1986. Т. 7, № 6. С. 88-98.
- Райков В. Л. Формирование сновидений естественного сна в гипнозе. — Психологический журнал. 1984. Т. 5, № 6. С. 69-78.
- Райков В. Л. Роль гипноза в стимуляции психологических условий творчества. — Психологический журнал. 1983. Т. 4, № 1. С. 106—115.
- Райков В. Л. Гипнотическое состояние сознания как форма психического отражения. — Психологический журнал. 1982. Т. 3. № 4. С. 104—114.
- Райков В. Л. К методологическому анализу гипнотической формы изменённого сознания. — Философские науки. 1981, № 5. С. 145—148.
- Райков В. Л. Неосознанные проявления психики в глубоком гипнозе. — Вопросы философии. 1978, № 4. С. 107—114.
- Райков В. Л. О возможности улучшения запоминания в гипнозе. — Новые исследования в психологии. 1976, № 1. С. 15-19.
- Тихомиров О. К., Райков В. Л., Березанская Н. Б. Об одном подходе к исследованию мышления как деятельности личности /В кн. Психологические исследования творческой деятельности. М., 1975. С. 140—205.
- Райков В. Л. Исследование сомнамбулической стадии гипноза с феноменом внушенной роли при активной деятельности загипнотизированного. — Терапия психических заболеваний. М., 1968. С. 457—463.
- Райков В. Л. Опыт лечения невроза навязчивым состояний модификацией высшей школы аутогенной тренировки по Шульцу с применением гипноза. — Терапия психических заболеваний. М., 1968. С. 392—398.
- Wladimir Raikov. Experimente und Erfolge mit Hypnose. — Ideen des exacten Wissens. Wisseschaft und Technik in der Sowjetunion. (November) 11, 1973, 698—705, Deutsche Verlags-Anstalt, Stuttgart.
- Raikov V.L. (1975). Theoretical substantiation of deep hypnosis. — American Journal of Clinical Hypnosis, 18, 23-27.
- Vladimir L. Raikov. (1976). The Possibility of Creativity in the Active Stage of Hypnosis. — International Journal of Clinical and Experimental Hypnosis, 24, № 3, 258—268.
- Raikov V.L. (1977). Theoretical Analysis of Deep Hypnosis Creative Activity of Hypnotized Subjects into Transformed Selfconsciousness. — American Journal of Clinical Hypnosis. V. 19, № 4, 214—220.
- Raikov V.L. (1978). Specific Features of Suggested Anesthesia in Some Forms of Hypnosis in which the Subject is Active. — International Journal of Clinical and Experimental Hypnosis. 26, № 3, 158—166.
- Raikov V.L. (1980). Age Regression to Infancy by Adult Subjects in Deep Hypnosis. — American Journal of Clinical Hypnosis. (March), v. 22, 156—163.
- Raikov V.L. (1982). Hypnotic Age Regression to the Neonatal Period: Comparisons with Role Playing. — International Journal of Clinical and Experimental Hypnosis. 30, № 2, 108—116.
- Raikov V.L. (1983—1984). EEG Recordings of Experiments in Hypnotic Age Regression. — Imagination, Cognition and Personality, 3, 115—132.
- Raikov V.L. (1992). Hypnosis as an Active Creative Act and Posthypnotic Development of Enhanced Creativity. — The Journal of Creative Behavor. Vol. 26, № 3, Third Quarter, 148—155.
- Raikov V.L. (1994). Creative Hypnosis. — Japanese Journal of Hypnosis, April, Vol. 38, № 1, 5-11.
- Raikov V.L. (1973). Creativity in Hypnosis. — The Materials of the VI International Congress for Hypnosis. Uppsala, Sweeden.

### Философия
- Райков В. Л. Общая теория сознания: Иерархия сознаний и задачи человеческого существования. — М.,2000.-293с. ISBN 5-7368-0246-5:60.00
- Райков В. Л. Искусство и сознание: Разум — зеркало Вселенной (Философские и психологические аспекты) / Государственный научно-исследовательский центр профилактической медицины Минздрава Российской Федерации. Национальное общество творческого и лечебного гипноза. М., 2000. — 293с. ISBN 5-7856-0156-7:40.00
- Райков В. Л. Вселенная в Человеке. — М., 2000.-109с. ISBN 5-7856-0195-8:30.00
- Множественность сознания. М., 2000.
- Сознание и познание в III тысячелетии. М., 1999.
- Райков В. Л. Биоэволюция и совершенствование человека. Гипноз, сознание, творчество, искусство: (Очерки, гипотезы, теория, практика). — М., 1998. — 647с. ISBN 5-7873-0008-8:30.00

### Поэзия
- Райков В. Л. Стихи и письма. -М.:Грааль, 1999. — 86с.